# Cyclograpsus insularum
Cyclograpsus insularum is een krabbensoort uit de familie van de Varunidae. De wetenschappelijke naam van de soort is voor het eerst geldig gepubliceerd in 1966 door Campbell & Griffin.